# Betaproteobacteria
Betaproteobacteria (auch β-Proteobacteria) bezeichnet eine Klasse im phylogenetischen System Bakterien, das auf der Grundlage der Basensequenz der ribosomalen 16S-Ribonukleinsäure (16S-rRNA) aufgestellt wurde. Das Phylum (der Stamm) Pseudomonadota (früher Proteobacteria genannt) wird traditionell in die fünf Klassen Alphaproteobacteria (inkl. Zetaproteobacteria) bis Epsilonproteobacteria eingeteilt; in den letzten Jahren sind noch weitere Klassen hinzugekommen: die Acidithiobacillia, Hydrogenophilia, Oligoflexia sowie einige Kandidatenklassen. Alle Vertreter dieses Stammes sind gramnegativ, wobei auch einige Arten beim Gram-Test gram-variabel reagieren.

## Systematik
Es folgt die Liste einiger Ordnungen, die zu den Betaproteobacteria gehören, zusammen mit einigen der bedeutenderen Gattungen:
- Klasse Betaproteobacteria Garrity et al. 2006
  - Burkholderiales Garrity et al. 2006, mit Gattung
    - Achromobacter
    - Alcaligenes
    - Burkholderia
    - Comamonas
    - Cupriavidus
    - Duganella
    - Ralstonia
    - Taylorella

  - „Ferritrophicales“ Weiss et al. 2007
  - „Ferrovales“ Johnson et al. 2014
  - Neisseriales Tønjum 2006, mit Gattungen
    - Neisseria
    - Simonsiella
    - Snodgrassella
    - Sphaerotilus mit S. natans

  - Nitrosomonadales Garrity et al. 2006, inklusive
 Methylophilales Garrity et al. 2006 und
 Sulfuricellales Watanabe et al. 2015, mit Gattungen
    - Gallionella
    - Nitrosomonas
    - Spirillum
    - Sterolibacterium
    - Thiobacillus

  - „Candidatus Procabacteriales“ Garrity et al. 2003
  - Rhodocyclales Garrity et al. 2006, mit
    - Rhodocyclus
    - Zoogloea

Abgetrennt von der Klasse wurde folgende Ordnung:
- Klasse Hydrogenophilia Boden et al. 2022
  - Hydrogenophilales Garrity et al. 2006